# Flik 67D
A Fliegerkompanie 67D vagy Divisions-Kompanie 67 (rövidítve Flik 67D, magyarul 67. felderítőszázad) az osztrák-magyar légierő egyik repülőszázada volt.

## Története
A századot az ausztriai Straßhofban állították fel és kiképzése után 1917. december 27-én irányították az olasz frontra, ahol Gaiarinében volt a bázisa. 1918 nyarán a Boroevic-hadseregcsoporthoz tartozó 6. hadsereg kötelékében vett részt a sikertelen Piave-offenzívában.
A háború után a teljes osztrák légierővel együtt felszámolták.

## Századparancsnokok
- Bermann Frigyes főhadnagy

## Századjelzés
A 6. hadseregben elrendelték a repülőszázadok megkülönböztető jelzéseinek használatát: ennek alapján a Flik 67D repülőgépeinek keréktárcsáját teljes egészében zöldre festették.  